# Surtauville
Surtauville är en kommun i departementet Eure i regionen Normandie i norra Frankrike. Kommunen ligger i kantonen Louviers-Sud som tillhör arrondissementet Les Andelys. År 2022 hade Surtauville 489 invånare.

## Befolkningsutveckling
Antalet invånare i kommunen Surtauville
Referens:INSEE